# Unione Calcio AlbinoLeffe 2019-2020
Questa voce raccoglie le informazioni riguardanti l'Unione Calcio AlbinoLeffe nelle competizioni ufficiali della stagione 2019-2020.

## Divise e sponsor
Il fornitore tecnico per la stagione 2019-2020 è Acerbis, mentre lo sponsor di maglia è UBI Banca.
| Casa | Trasferta |

## Rosa
| N. |                           | Ruolo | Calciatore         |
| -- | ------------------------- | ----- | ------------------ |
| 1  | Italia (bandiera)         | P     | Alberto Savini     |
| 2  | Italia (bandiera)         | D     | Francesco Micheli  |
| 3  | Italia (bandiera)         | D     | Alessio Rasi       |
| 4  | Italia (bandiera)         | D     | Fabio Gavazzi      |
| 5  | Italia (bandiera)         | C     | Alessandro Quaini  |
| 6  | Romania (bandiera)        | D     | Mihai Gusu         |
| 7  | Russia (bandiera)         | C     | Juri Gonzi         |
| 8  | Italia (bandiera)         | D     | Ruggero Riva       |
| 9  | Italia (bandiera)         | A     | Sacha Cori         |
| 10 | Costa d'Avorio (bandiera) | A     | Daniel Kouko       |
| 11 | Italia (bandiera)         | D     | Luca Ruffini       |
| 13 | Italia (bandiera)         | D     | Davide Mondonico   |
| 14 | Italia (bandiera)         | D     | Simone Canestrelli |
| 15 | Italia (bandiera)         | C     | Omar Sokhna        |
| 16 | Italia (bandiera)         | C     | Christian Calì     |
| 17 | Italia (bandiera)         | C     | Carmine Giorgione  |

| N. |                    | Ruolo | Calciatore           |
| -- | ------------------ | ----- | -------------------- |
| 18 | Italia (bandiera)  | C     | Marco Nichetti       |
| 19 | Italia (bandiera)  | A     | Mario Ravasio        |
| 20 | Francia (bandiera) | C     | Gaël Genevier        |
| 21 | Italia (bandiera)  | C     | Romeo Bertani        |
| 22 | Italia (bandiera)  | P     | Andrea Pagno         |
| 23 | Italia (bandiera)  | C     | Francesco Gelli      |
| 24 | Italia (bandiera)  | A     | Giuseppe Sibilli     |
| 25 | Italia (bandiera)  | D     | Riccardo Cerini      |
| 26 | Italia (bandiera)  | A     | Nicola Travellini    |
| 27 | Italia (bandiera)  | D     | Davide Cortinovis    |
| 28 | Italia (bandiera)  | C     | Lorenzo Mandelli     |
| 29 | Italia (bandiera)  | A     | Alessandro Galeandro |
| 30 | Italia (bandiera)  | A     | Luca Petrungaro      |
| 31 | Italia (bandiera)  | C     | Francesco Agnello    |
| 32 | Italia (bandiera)  | C     | Marco Romizi         |
| 33 | Italia (bandiera)  | P     | Alessandro Abagnale  |

## Calciomercato

### Sessione estiva(dall'1/7 al 2/9)
| Acquisti | Acquisti            | Acquisti         | Acquisti      |
| R.       | Nome                | da               | Modalità      |
| -------- | ------------------- | ---------------- | ------------- |
| P        | Alessandro Abagnale | Audace Cerignola | definitivo    |
| P        | Gabriele Cavalieri  | Virtus Bergamo   | svincolato    |
| P        | Alberto Savini      | Torino           | prestito      |
| D        | Simone Canestrelli  | Empoli           | prestito      |
| C        | Riccardo Cerini     | Ponte San Pietro | definitivo    |
| D        | Davide Cortinovis   | Modena           | fine prestito |
| D        | Alessio Rasi        | Monterosi Tuscia | definitivo    |
| C        | Romeo Bertani       | Mezzolara        | definitivo    |
| C        | Alessandro Quaini   | Pisa             | prestito      |
| C        | Omar Sokhna         | Rezzato          | fine prestito |
| C        | Jacopo Spampatti    | Caronnese        | svincolato    |
| A        | Sacha Cori          | Monza            | svincolato    |
| A        | Luca Petrungaro     | Torino           | definitivo    |

| Cessioni | Cessioni            | Cessioni | Cessioni   |
| R.       | Nome                | a        | Modalità   |
| -------- | ------------------- | -------- | ---------- |
| P        | Simone Cortinovis   |          | svincolato |
| P        | Achille Coser       |          | svincolato |
| P        | Vasilios Athanasiou | Mantova  | svincolato |
| D        | Federico Pacciardi  |          | svincolato |
| D        | Minel Sabotić       | Carpi    | svincolato |
| D        | Nicola Stefanelli   | Modena   | svincolato |
| C        | Alessandro Sbaffo   | Gubbio   | svincolato |
| C        | Jacopo Spampatti    |          | svincolato |
| A        | Andrea Razzitti     |          | svincolato |

### Sessione invernale(dal 2/1 al 31/1)
| Acquisti | Acquisti | Acquisti | Acquisti |
| R.       | Nome     | da       | Modalità |
| -------- | -------- | -------- | -------- |

| Cessioni | Cessioni          | Cessioni             | Cessioni   |
| R.       | Nome              | a                    | Modalità   |
| -------- | ----------------- | -------------------- | ---------- |
| D        | Alessio Rasi      | Rieti                | prestito   |
| C        | Francesco Agnello | Rimini               | definitivo |
| C        | Lorenzo Mandelli  |                      | svincolato |
| C        | Marco Romizi      | AZ Picerno           | definitivo |
| A        | Daniel Kouko      | Arzignano Valchiampo | definitivo |
| A        | Nicola Travellini | Ponte San Pietro     | prestito   |

## Risultati

### Serie C

#### Girone di andata
| Arbitro: | Donda (Gradisca d'Isonzo) |

|                  |           |                             |
| Stijepović 90+4’ | Marcatori | 22’ Ravasio 45+1’ Giorgione |

| Arbitro: | Repace (Perugia) |

|               |           |            |
| Giorgione 30’ | Marcatori | 2’ Bertoni |

| Arbitro: | Garofalo (Torre del Greco) |

|             |           |  |
| Cecconi 21’ | Marcatori |  |

| Gorgonzola 15 settembre 2019, ore 15:00 CEST 4ª giornata | AlbinoLeffe         | 0 – 0 referto | Pianese | Stadio comunale Città di Gorgonzola (796 spett.)\| Arbitro: \| Angelucci (Foligno) \| |
| Arbitro:                                                 | Angelucci (Foligno) |               |         |                                                                                       |

| Arbitro: | Di Cairano (Ariano Irpino) |

|  |           |          |
|  | Marcatori | 54’ Cori |

| Arbitro: | De Tommaso (Rieti) |

|               |           |          |
| Giorgione 81’ | Marcatori | 55’ Mota |

| Arbitro: | Arace (Lugo) |

|              |           |  |
| Barbieri 63’ | Marcatori |  |

| Arbitro: | Carrione (Castellammare di Stabia) |

|  |           |                     |
|  | Marcatori | 10’ (rig.) Cesarini |

| Arbitro: | Cosso (Reggio Calabria) |

|            |           |  |
| Lepore 69’ | Marcatori |  |

| Arbitro: | Cherchi (Carbonia) |

|                                  |           |  |
| Giorgione 3’ Genevier 63’ (rig.) | Marcatori |  |

| Arbitro: | Emmanuele (Pisa) |

|                |           |           |
| Doratiotto 36’ | Marcatori | 64’ Gelli |

| Arbitro: | Maranesi (Ciampino) |

|                                   |           |               |
| Sibilli 68’ Gelli 72’ Kouko 90+1’ | Marcatori | 43’ Arrighini |

| Arbitro: | Bordin (Bassano del Grappa) |

|                          |           |  |
| Bukva 41’ Bruzzaniti 87’ | Marcatori |  |

| Arbitro: | Di Marco (Ciampino) |

|               |           |  |
| Galeandro 67’ | Marcatori |  |

| Arbitro: | Collu (Cagliari) |

|                               |           |               |
| Agnelli 64’ (rig.) Canini 90’ | Marcatori | 51’ Giorgione |

| Arbitro: | Kumara (Verona) |

|          |           |  |
| Cori 34’ | Marcatori |  |

| Arbitro: | Catanoso (Reggio Calabria) |

|           |           |                       |
| Perna 14’ | Marcatori | 25’ Gelli 90+4’ Kouko |

| Arbitro: | Giordano (Novara) |

|         |           |                           |
| Cori 6’ | Marcatori | 37’ Galuppini 62’ Plescia |

| Como 15 dicembre 2019, ore 17:45 CET 19ª giornata | Como                      | 0 – 0 referto | AlbinoLeffe | Stadio Giuseppe Sinigaglia (1 700 spett.)\| Arbitro: \| Donda (Gradisca d'Isonzo) \| |
| Arbitro:                                          | Donda (Gradisca d'Isonzo) |               |             |                                                                                      |

#### Girone di ritorno
| Arbitro: | Cavaliere (Paola) |

|  |           |               |
|  | Marcatori | 87’ Camilleri |

| Arbitro: | Arace (Lugo) |

|                  |           |                            |
| Colombo 30’, 59’ | Marcatori | 4’, 54’ Cori 61’ Giorgione |

| Arbitro: | Delrio (Reggio Emilia) |

|                           |           |  |
| Sibilli 25’ Giorgione 84’ | Marcatori |  |

| Arbitro: | Saia (Palermo) |

|                                      |           |                                 |
| Udoh 55’ (rig.) Rinaldini 69’ (rig.) | Marcatori | 85’ Mondonico 90+2’ Canestrelli |

| Arbitro: | Scarpa (Collegno) |

|          |           |          |
| Cori 58’ | Marcatori | 22’ Gori |

| Arbitro: | Arena (Torre del Greco) |

|              |           |              |
| Del Sole 75’ | Marcatori | 7’ Mondonico |

| Arbitro: | Cudini (Fermo) |

|          |           |  |
| Cori 71’ | Marcatori |  |

| Arbitro: | Pascarella (Nocera Inferiore) |

|             |           |             |
| D'Auria 55’ | Marcatori | 18’ Sibilli |

| Gorgonzola 26 febbraio 2020 28ª giornata | AlbinoLeffe | – (annullata) | Monza | Stadio comunale Città di Gorgonzola |

| Lecco 1º marzo 2020 29ª giornata | Lecco | – (annullata) | AlbinoLeffe | Stadio Mario Rigamonti-Mario Ceppi |

| Gorgonzola 8 marzo 2020 30ª giornata | AlbinoLeffe | – (annullata) | Olbia | Stadio comunale Città di Gorgonzola |

| Alessandria 15 marzo 2020 31ª giornata | Alessandria | – (annullata) | AlbinoLeffe | Stadio Giuseppe Moccagatta |

| Gorgonzola 22 marzo 2020 32ª giornata | AlbinoLeffe | – (annullata) | Gozzano | Stadio comunale Città di Gorgonzola |

| Pontedera 25 marzo 2020 33ª giornata | Pontedera | – (annullata) | AlbinoLeffe | Stadio Ettore Mannucci |

| Gorgonzola 29 marzo 2020 34ª giornata | AlbinoLeffe | – (annullata) | Pergolettese | Stadio comunale Città di Gorgonzola |

| Carrara 5 aprile 2020 35ª giornata | Carrarese | – (annullata) | AlbinoLeffe | Stadio dei Marmi |

| Gorgonzola 11 aprile 2020 36ª giornata | AlbinoLeffe | – (annullata) | Giana Erminio | Stadio comunale Città di Gorgonzola |

| Meda 19 aprile 2020 37ª giornata | Renate | – (annullata) | AlbinoLeffe | Stadio Città di Meda |

| Gorgonzola 26 aprile 2020 38ª giornata | AlbinoLeffe | – (annullata) | Como | Stadio comunale Città di Gorgonzola |

#### Play-off
| Novara 30 giugno 2020, ore 20:30 CEST Primo turno | Novara         | 0 – 0 referto | AlbinoLeffe | Stadio Silvio Piola (0 spett.)\| Arbitro: \| Rutella (Enna) \| |
| Arbitro:                                          | Rutella (Enna) |               |             |                                                                |

### Coppa Italia Serie C

#### Fase a gironi
| Arbitro: | Scarpa (Collegno) |

|  |           |             |
|  | Marcatori | 13’ Sibilli |

| Arbitro: | Frascaro (Firenze) |

|             |           |                        |
| Sibilli 35’ | Marcatori | 45’ Maffei 48’ Capogna |

## Statistiche

### Statistiche di squadra
| Competizione         | Punti | In casa | In casa | In casa | In casa | In casa | In casa | In trasferta | In trasferta | In trasferta | In trasferta | In trasferta | In trasferta | Totale | Totale | Totale | Totale | Totale | Totale | D.R. |
| Competizione         | Punti | G       | V       | N       | P       | Gf      | Gs      | G            | V            | N            | P            | Gf           | Gs           | G      | V      | N      | P      | Gf     | Gs     | D.R. |
| -------------------- | ----- | ------- | ------- | ------- | ------- | ------- | ------- | ------------ | ------------ | ------------ | ------------ | ------------ | ------------ | ------ | ------ | ------ | ------ | ------ | ------ | ---- |
| Serie C              | 39    | 13      | 6       | 4       | 3       | 15      | 8       | 14           | 4            | 5            | 5            | 14           | 16           | 27     | 10     | 9      | 8      | 29     | 24     | +5   |
| Coppa Italia Serie C | 3     | 1       | 0       | 0       | 1       | 1       | 2       | 1            | 1            | 0            | 0            | 1            | 2            | 2      | 1      | 0      | 1      | 2      | 2      | 0    |
| Totale               | 42    | 14      | 6       | 4       | 4       | 16      | 10      | 15           | 5            | 5            | 5            | 15           | 18           | 29     | 11     | 9      | 9      | 31     | 26     | +5   |

### Andamento in campionato
| Giornata  | 1 | 2 | 3  | 4  | 5 | 6 | 7 | 8  | 9  | 10 | 11 | 12 | 13 | 14 | 15 | 16 | 17 | 18 | 19 | 20 | 21 | 22 | 23 | 24 | 25 | 26 | 27 | 28 | 29 | 30 | 31 | 32 | 33 | 34 | 35 | 36 | 37 | 38 |
| --------- | - | - | -- | -- | - | - | - | -- | -- | -- | -- | -- | -- | -- | -- | -- | -- | -- | -- | -- | -- | -- | -- | -- | -- | -- | -- | -- | -- | -- | -- | -- | -- | -- | -- | -- | -- | -- |
| Luogo     | T | C | T  | C  | T | C | T | C  | T  | C  | T  | C  | T  | C  | T  | C  | T  | C  | T  | C  | T  | C  | T  | C  | T  | C  | T  | C  | T  | C  | T  | C  | T  | C  | T  | C  | T  | C  |
| Risultato | V | N | P  | N  | V | N | P | P  | P  | V  | N  | V  | P  | V  | P  | V  | V  | P  | N  | P  | V  | V  | N  | N  | N  | V  | N  | –  | –  | –  | –  | –  | –  | –  | –  | –  | –  | –  |
| Posizione | 7 | 5 | 12 | 12 | 6 | 7 | 9 | 13 | 14 | 12 | 12 | 12 | 12 | 9  | 12 | 9  | 7  | 7  | 8  | 7  | 7  | 7  | 7  | 7  | 7  | 7  | 8  | –  | –  | –  | –  | –  | –  | –  | –  | –  | –  | –  |

Legenda:

Luogo: C = Casa; T = Trasferta. Risultato: V = Vittoria; N = Pareggio; P = Sconfitta.